# Tönisheide

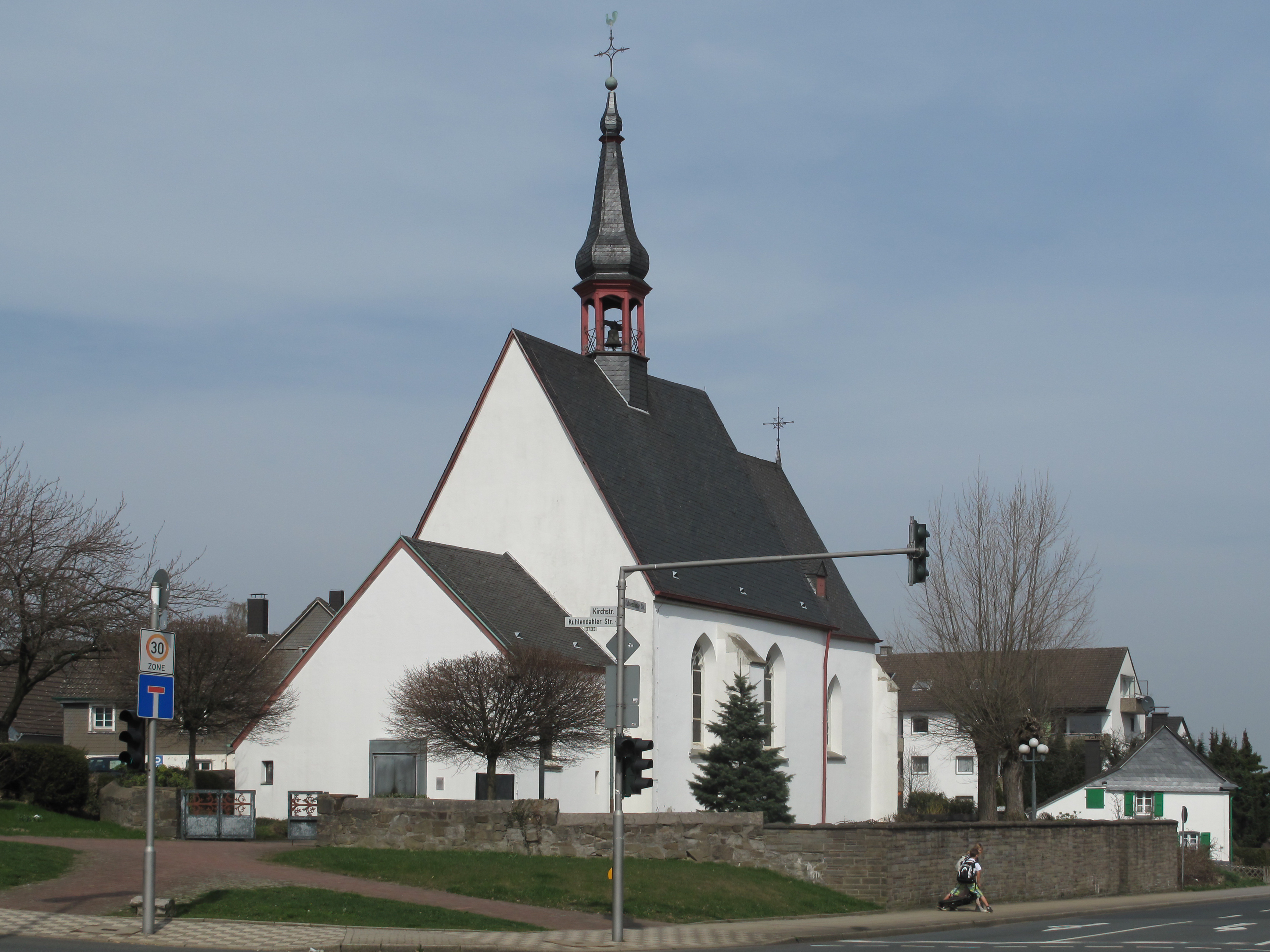
Tönisheide, evangelische kerke

Tönisheide is een plaats in de stad Velbert in  Noordrijn-Westfalen in Duitsland.  
Tönisheide ligt aan de Uerdinger Linie, in het traditionele gebied van het Zuid-Nederfrankisch of Limburgs in het ruimste zin. Tönisheide ligt in het Bergisches Land. 
Deze plaats ligt tussen Neviges en de binnenstad van Velbert en behoort administratief tot Neviges.